# Rheineck
Rheineck est une commune suisse du canton de Saint-Gall, située dans la circonscription électorale de Rheintal.

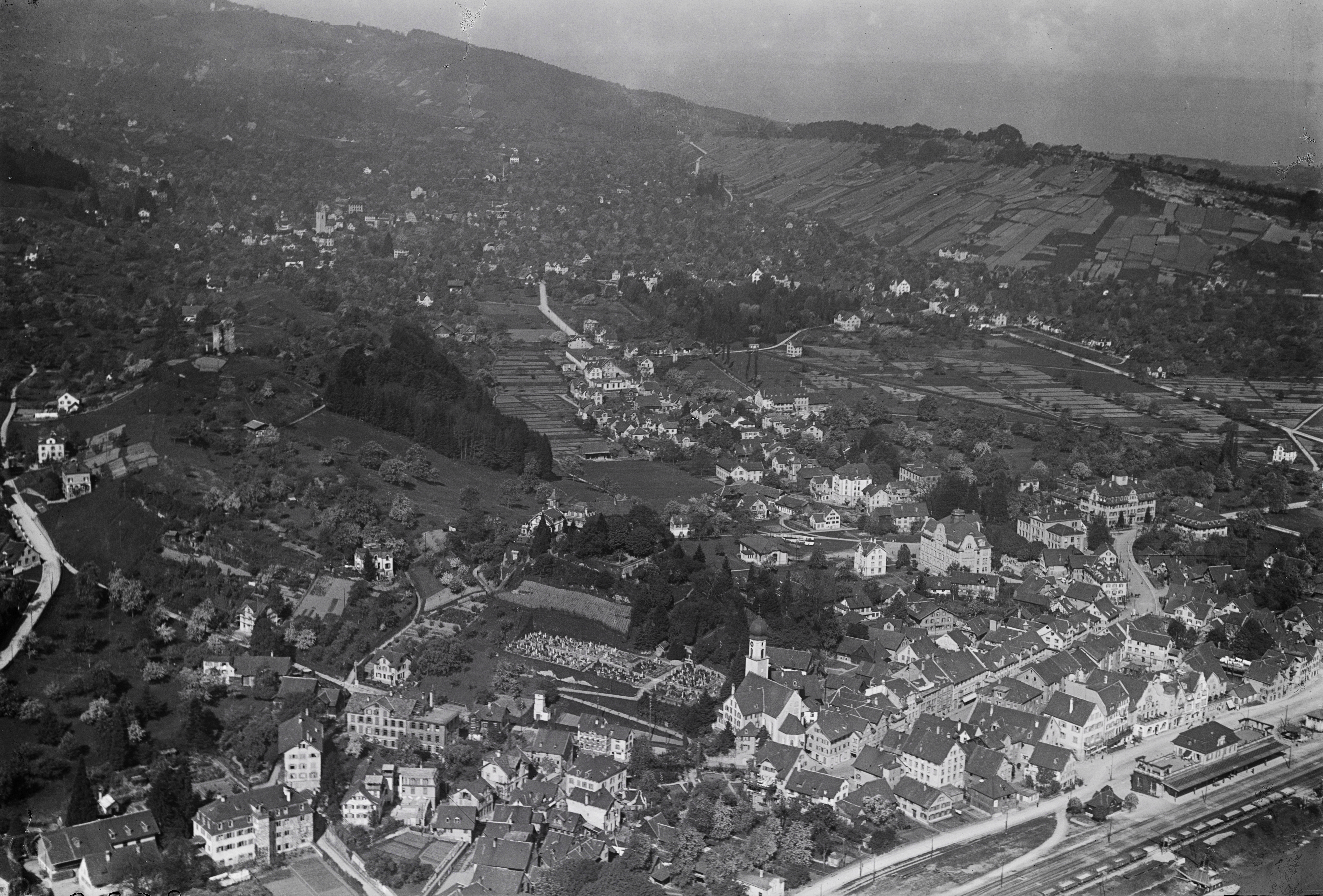
Photo aérienne prise à 400 m par Walter Mittelholzer (1923).